# Guerra Civil Angolana
A Guerra Civil Angolana foi um conflito armado interno, que começou em 1975 e continuou, com interlúdios, até 2002. A guerra começou imediatamente depois que Angola se tornou independente de Portugal em novembro de 1975. O conflito foi uma luta de poder entre dois ex-movimentos de guerrilha anticolonial, o comunista Movimento Popular de Libertação de Angola (MPLA) e a anticomunista União Nacional para a Independência Total de Angola (UNITA). A guerra foi usada como campo de batalha de uma guerra por procuração da Guerra Fria por Estados rivais como União Soviética, Cuba, África do Sul e Estados Unidos.
O MPLA e a UNITA tinham raízes diferentes na sociedade angolana e lideranças mutuamente incompatíveis, apesar do objetivo comum de acabar com o domínio colonial. Um terceiro movimento, a Frente Nacional de Libertação de Angola (FNLA), que lutou contra o MPLA com a UNITA durante a guerra pela independência, não teve quase nenhum papel na guerra civil. Além disso, a Frente de Libertação do Enclave de Cabinda (FLEC), uma associação de grupos militantes separatistas, lutou pela independência da província angolana de Cabinda.
A guerra de 27 anos pode ser dividida aproximadamente em quatro períodos de grandes combates — 1975 a 1976, 1979 a 1991, 1992 a 1999 e 1999 a 2002 — com períodos de paz frágeis. Quando o MPLA alcançou a vitória em 2002, mais de 500 mil pessoas morreram e mais de um milhão foram deslocadas internamente. A guerra devastou a infraestrutura de Angola e danificou gravemente a administração pública, a economia e as instituições religiosas do país.
A Guerra Civil Angolana foi notável devido à combinação da dinâmica interna violenta e ao grau excepcional de envolvimento militar e político estrangeiro. A guerra é amplamente considerada um conflito por procuração da Guerra Fria, já que a União Soviética e os Estados Unidos, com seus respectivos aliados, prestaram assistência às facções opostas. O conflito tornou-se estreitamente entrelaçado com a Segunda Guerra do Congo, na vizinha República Democrática do Congo, e a Guerra das Fronteiras na África do Sul .

## Antecedentes
Os três movimentos rebeldes de Angola tinham suas raízes nos movimentos anticoloniais da década de 1950. O MPLA era principalmente um movimento urbano em Luanda e arredores. Era composto em grande parte por pessoas da etnia ambunda. Em contraste, os outros dois principais movimentos anticoloniais, a FNLA e a UNITA, eram grupos de base rural. A FNLA consistia em grande parte de congos vindos do norte de Angola. A UNITA, uma ramificação do FNLA, era composta principalmente por pessoas da etnia ovimbunda do planalto central angolano.

### MPLA
Desde a sua formação na década de 1950, a principal base social do MPLA está entre o povo ambundo e a inteligentsia multirracial de cidades como Luanda, Benguela e Huambo. Durante sua luta anticolonial entre 1962 e 1974, o MPLA foi apoiado por vários países africanos, bem como pela União Soviética. Posteriormente, Cuba se tornou o aliado mais forte do MPLA, enviando significativos contingentes de combate e pessoal de apoio a Angola. Esse apoio, bem como o de vários outros países do Bloco Oriental, por exemplo, Alemanha Oriental, foi mantida durante a Guerra Civil. A Iugoslávia comunista forneceu apoio militar financeiro ao MPLA, incluindo 14 milhões de dólares em 1977, bem como pessoal de segurança iugoslavo no país e treinamento diplomático para angolanos em Belgrado. O embaixador dos Estados Unidos na Iugoslávia escreveu sobre o relacionamento iugoslavo com o MPLA e observou: "Tito claramente goza de seu papel de patriarca da luta de libertação da guerrilha". Agostinho Neto, líder do MPLA durante a guerra civil, declarou em 1977 que a ajuda iugoslava era constante e firme, e descreveu a ajuda como extraordinária. Segundo um comunicado especial de novembro de 1978, as tropas portuguesas estavam entre as 20 mil tropas do MPLA que participaram de uma grande ofensiva no centro e no sul de Angola.

### FNLA

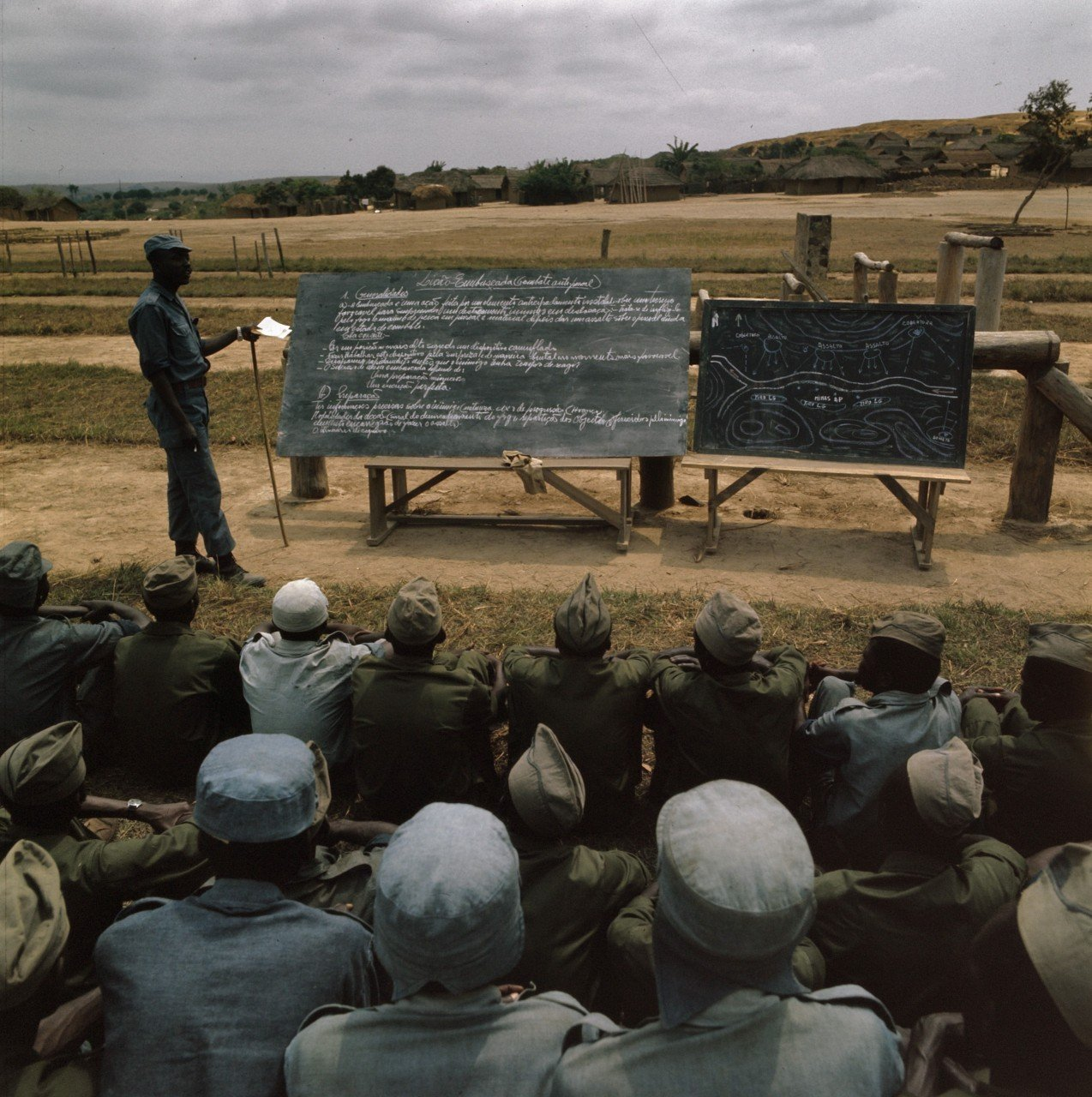
Recrutas da FNLA num campo de refugiados angolano no Zaire, em 1973

A FNLA formou-se paralelamente ao MPLA e era inicialmente dedicada a defender os interesses do povo congo e apoiar a restauração do histórico Império Congo. No entanto, rapidamente se transformou em um movimento nacionalista, apoiado em sua luta contra Portugal pelo governo de Mobutu Sese Seko no Zaire. Durante o início dos anos 1960, a FNLA também foi apoiada pela República Popular da China, mas quando a UNITA foi fundada em meados da década de 1960, a China mudou seu apoio a esse novo movimento, porque a FNLA havia mostrado pouca atividade real. Os Estados Unidos se recusaram a apoiar a FNLA durante a guerra contra Portugal, que era um aliado da OTAN nos EUA; no entanto, a FNLA recebeu ajuda dos EUA durante a guerra civil.

### UNITA
As principais bases sociais da UNITA eram os ovimbundos do centro de Angola, que constituíam cerca de um terço da população do país, mas a organização também tinha raízes entre vários povos menos numerosos do leste de Angola. A UNITA foi fundada em 1966 por Jonas Savimbi, que até então era um líder proeminente da FNLA. Durante a guerra anticolonial, a UNITA recebeu algum apoio da República Popular da China. Com o início da guerra civil, os Estados Unidos decidiram apoiar a UNITA e aumentaram consideravelmente sua ajuda à UNITA nas décadas que se seguiram. No entanto, no último período, o principal aliado da UNITA foi o regime de apartheid da África do Sul.

## Raízes do conflito

### Divisões étnicas

Mapa dos principais grupos étnicos de Angola, c.1970

A população original deste território eram grupos coissãs dispersos. Estes foram absorvidos ou empurrados para o sul, onde grupos residuais ainda existem, por um influxo maciço de pessoas bantu que vieram do norte e do leste.
O influxo do povo banto começou por volta de 500 a.C. e alguns continuaram suas migrações dentro do território até o século XX. Eles estabeleceram várias unidades políticas importantes, das quais a mais importante foi o Império do Congo, cujo centro estava localizado no noroeste do que hoje é Angola e que se estendia até as atuais República Democrática do Congo (RDC), República do Congo e, até mesmo, a parte mais meridional do Gabão.
Também de importância histórica foram os reinos Dongo e Matamba ao sul do Império Congo, na área dos ambundos. Além disso, o Império Lunda, no sudeste da atual RDC, ocupava uma parte do que hoje é o nordeste de Angola. No sul do território, e no norte da atual Namíbia, fica o reino Cuanhama, junto com reinos menores nas terras altas centrais.

### Colonialismo português

Colônias portuguesas na África na época da Guerra Colonial Portuguesa (1961–1974)

No final do século XV, os colonos portugueses entraram em contacto com o Império do Congo, mantendo uma presença contínua no seu território e gozando desde então de considerável influência cultural e religiosa. Em 1575, Portugal estabeleceu um povoado e forte denominado São Paulo de Luanda na costa sul do Império do Congo, numa área habitada pelo povo ambundo. Outro forte, Benguela, foi estabelecido na costa mais a sul, numa região habitada por ancestrais do povo ovimbundo.
No entanto, a presença portuguesa na costa angolana permaneceu limitada durante grande parte do período colonial. O grau de colonização real foi menor e, com poucas exceções, os portugueses não interferiram por meios outros que não o comercial na dinâmica social e política dos povos nativos. Não havia uma delimitação real de território; Angola, para todos os efeitos, ainda não existia.
No século XIX, os portugueses iniciaram um programa mais sério de avanço para o interior continental. No entanto, sua intenção era menos ocupação territorial e mais estabelecer uma soberania de fato, o que lhes permitiu estabelecer redes comerciais, bem como alguns assentamentos. Neste contexto, deslocaram-se também mais a sul ao longo da costa e fundaram a "terceira cabeça de ponte" de Moçâmedes. No curso dessa expansão, eles entraram em conflito com várias das unidades políticas africanas.
A ocupação territorial só se tornou uma preocupação central para Portugal nas últimas décadas do século XIX, durante a "Partilha de África" pelas potências europeias, especialmente a seguir à Conferência de Berlim de 1884. Uma série de expedições militares foram organizadas como pré-condições para a obtenção de um território que correspondia aproximadamente ao da atual Angola. No entanto, em 1906, apenas cerca de 6% desse território estava efetivamente ocupado e as campanhas militares tiveram que continuar. Em meados da década de 1920, os limites do território foram finalmente fixados e a última "resistência primária" foi sufocada no início dos anos 1940.

### Guerra colonial

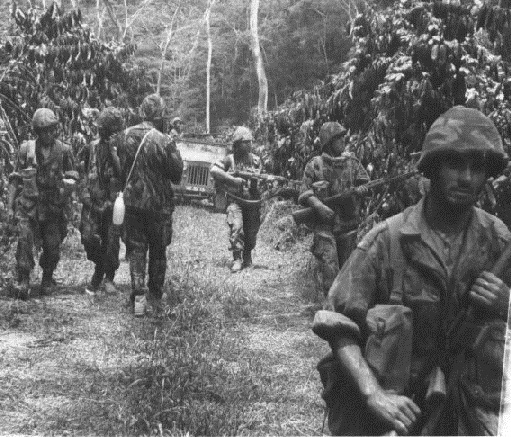
Soldados do Exército Português que operam na selva angolana, no início dos anos 1960

Em 1961, a FNLA e o MPLA, com sede nos países vizinhos, iniciaram uma campanha de guerrilha contra o domínio português em várias frentes. A Guerra Colonial Portuguesa, que incluiu a Guerra da Independência Angolana, durou até a derrubada do regime português em 1974, através de um golpe militar de esquerda em Lisboa. Quando a linha do tempo da independência ficou conhecida, a maioria dos cerca de 500 mil angolanos étnicos portugueses fugiu do território durante as semanas antes ou depois desse prazo. Portugal deixou para trás um país recém-independente, cuja população era composta principalmente pelos povos ambundos, ovimbundos e congos. Os portugueses que moravam em Angola representavam a maioria dos trabalhadores qualificados na administração pública, agricultura e indústria; uma vez que eles fugiram do país, a economia nacional começou a afundar em depressão.
O governo sul-africano inicialmente se envolveu em um esforço para combater a presença chinesa em Angola, que temia-se que escalasse em conflito local parte da Guerra Fria. Em 1975, o primeiro-ministro da África do Sul, B. J. Vorster, autorizou a Operação Savana, que começou como um esforço para proteger os engenheiros que construíam a represa em Calueque, depois que soldados indisciplinados da UNITA assumiram o controle. A represa, paga pela África do Sul, parecia estar em risco. A Força de Defesa da África do Sul (SADF) enviou uma força-tarefa blindada para proteger Calueque e a partir daí a Operação Savana aumentou, não havendo governo formal e, portanto, nenhuma linha de autoridade clara.

## Década de 1970

### Independência
Após a Revolução dos Cravos em Lisboa e o fim da Guerra da Independência Angolana, as partes do conflito assinaram o Acordo do Alvor em 15 de janeiro de 1975. Em julho de 1975, os combates entre o MPLA e a FNLA obrigaram esta a sair de Luanda e a UNITA retirou-se para suas bases no sul. Em agosto, o MPLA controlava 11 das 15 capitais provinciais, incluindo Cabinda e Luanda. A África do Sul interveio em 9 de agosto, enviando entre 1 500 e 2 000 soldados da Namíbia para o sul de Angola, a fim de apoiar a FNLA e a UNITA. O Zaire, em uma tentativa de instalar um governo pró-Quinxassa e frustrar o desejo de poder do MPLA, enviou carros blindados, paraquedistas e três batalhões de infantaria para Angola em apoio a FNLA. Em três semanas, as forças sul-africanas e da UNITA capturaram cinco capitais provinciais, incluindo Novo Redondo e Benguela. Em resposta à intervenção sul-africana, Cuba enviou 18 mil soldados como parte de uma intervenção militar de larga escala apelidada de Operação Carlota em apoio ao MPLA. Cuba havia inicialmente fornecido ao MPLA cerca de 230 conselheiros militares antes da intervenção sul-africana. Além disso, a Iugoslávia enviou dois navios de guerra da Marinha Iugoslava para a costa de Luanda para ajudar as forças cubanas e MPLA. A intervenção cubana e iugoslava foi decisiva para repelir o avanço sul-africano da UNITA. A FNLA foi igualmente encaminhada na Batalha de Quifangondo e obrigada a recuar em direção ao Zaire.

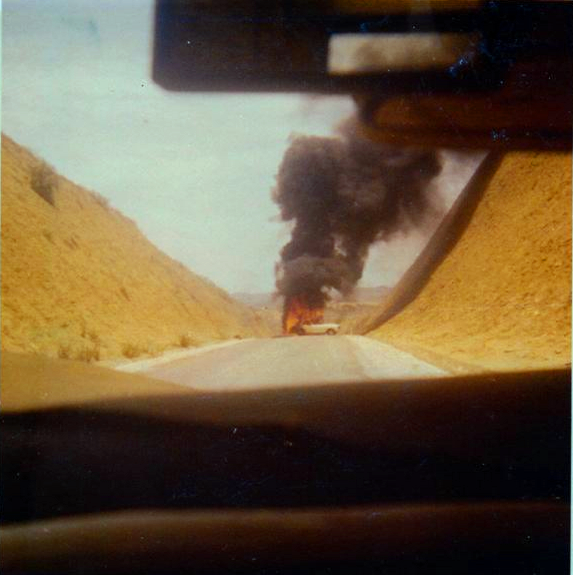
Carro do MPLA em chamas destruído nos combates nos arredores de Novo Redondo, final de 1975

Agostinho Neto, líder do MPLA, declarou a independência de Angola como a República Popular de Angola em 11 de novembro de 1975. A partir de um acordo bipartidário, a UNITA declarou a independência angolana como República Popular Democrática de Angola (RPDA), com sede em Huambo, e a FNLA declarou a RPDA, com sede em Ambriz. A FLEC, armada e apoiada pelo governo francês, declarou a independência da República de Cabinda a partir da cidade de Paris. A aliança forjada entre a UNITA e a FNLA definiu que Holden Roberto e Jonas Savimbi seriam copresidentes da RPDA e José Ndele e Johnny Eduardo Pinnock seriam co-primeiros-ministros da RPDA.
No início de novembro de 1975, o governo sul-africano alertou Savimbi e Roberto que a Força de Defesa da África do Sul (SADF) logo encerraria suas operações em Angola, apesar do fracasso da coalizão em capturar Luanda e, portanto, garantir o reconhecimento internacional de seu governo. Savimbi, desesperado para evitar a retirada da África do Sul, pediu ao general Constand Viljoen que organizasse uma reunião com o primeiro-ministro sul-africano, John Vorster, que era aliado de Savimbi desde outubro de 1974. Na noite de 10 de novembro, um dia antes da declaração formal de independência, Savimbi voou secretamente para Pretória para conhecer Vorster. Numa inversão de política, Vorster não apenas concordou em manter suas tropas em Angola até novembro, mas também prometeu retirar a SADF somente após a reunião da OUA em 9 de dezembro. Os soviéticos, cientes da atividade sul-africana no sul de Angola, levaram soldados cubanos para Luanda na semana anterior à independência. Enquanto oficiais cubanos lideravam a missão e forneciam a maior parte da força de tropas, 60 oficiais soviéticos no Congo-Brazavile se juntaram aos cubanos em 12 de novembro. A liderança soviética proibiu expressamente os cubanos de intervir na guerra civil de Angola, concentrando a missão em conter a África do Sul.

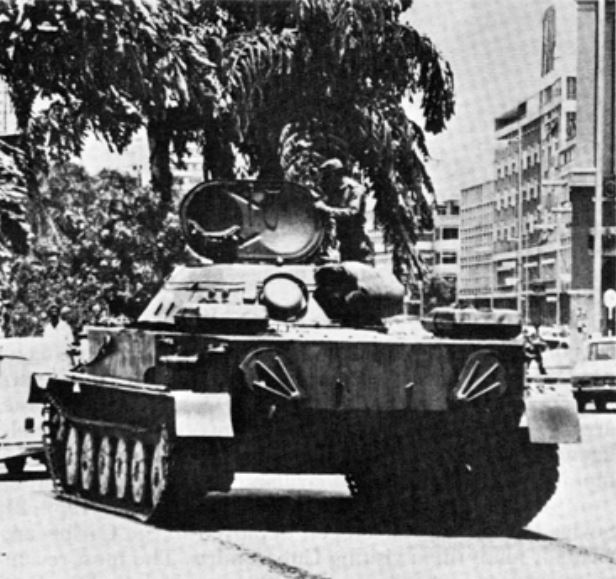
Tanque PT-76 pilotado por cubanos nas ruas de Luanda (Angola), 1976

Em 1975 e 1976, a maioria das forças estrangeiras, com exceção de Cuba, se retirou. Os últimos elementos das forças armadas portuguesas retiraram-se em 1975 e os militares sul-africanos retiraram-se em fevereiro de 1976. No entanto, as tropas de Cuba em Angola aumentaram de 5 500 soldados em dezembro de 1975 para 11 mil em fevereiro de 1976. A Suécia prestou assistência humanitária à Organização do Povo do Sudoeste Africano (SWAPO) e ao MPLA em meados da década de 1970.

### Emenda Clark
O presidente dos Estados Unidos, Gerald Ford, aprovou ajuda secreta à UNITA e à FNLA por meio da Operação IA Feature em 18 de julho de 1975, apesar da forte oposição de funcionários do Departamento de Estado e da Agência Central de Inteligência (CIA). Ford disse a William Colby, diretor da CIA, para estabelecer a operação, fornecendo 6 milhões de dólares. Ele concedeu um adicional de 8 milhões de dólares em 27 de julho e outros 25 milhões de dólares em agosto.
Dois dias antes da aprovação do programa, Nathaniel Davis, Secretário de Estado Assistente, disse a Henry Kissinger, Secretário de Estado, que acreditava que seria impossível manter o sigilo da IA Feature. Davis previu corretamente que a União Soviética responderia aumentando o envolvimento no conflito angolano, levando a mais violência e publicidade negativa para os Estados Unidos. Quando a Ford aprovou o programa, Davis renunciou. John Stockwell, chefe da estação da CIA em Angola, ecoou as críticas de Davis dizendo que o sucesso exigia a expansão do programa, mas seu tamanho já excedia o que poderia ser oculto aos olhos do público. O vice de Davis, o ex-embaixador estadunidense no Chile Edward Mulcahy, também se opôs ao envolvimento direto. Mulcahy apresentou três opções para a política dos Estados Unidos em relação a Angola em 13 de maio de 1975. Mulcahy acreditava que o governo Ford poderia usar a diplomacia para fazer campanha contra a ajuda estrangeira ao MPLA comunista, recusar-se a tomar partido nas lutas entre facções ou aumentar o apoio à FNLA e à UNITA. Ele alertou, no entanto, que o apoio à UNITA não seria bom para Mobutu Sese Seko, presidente do Zaire.

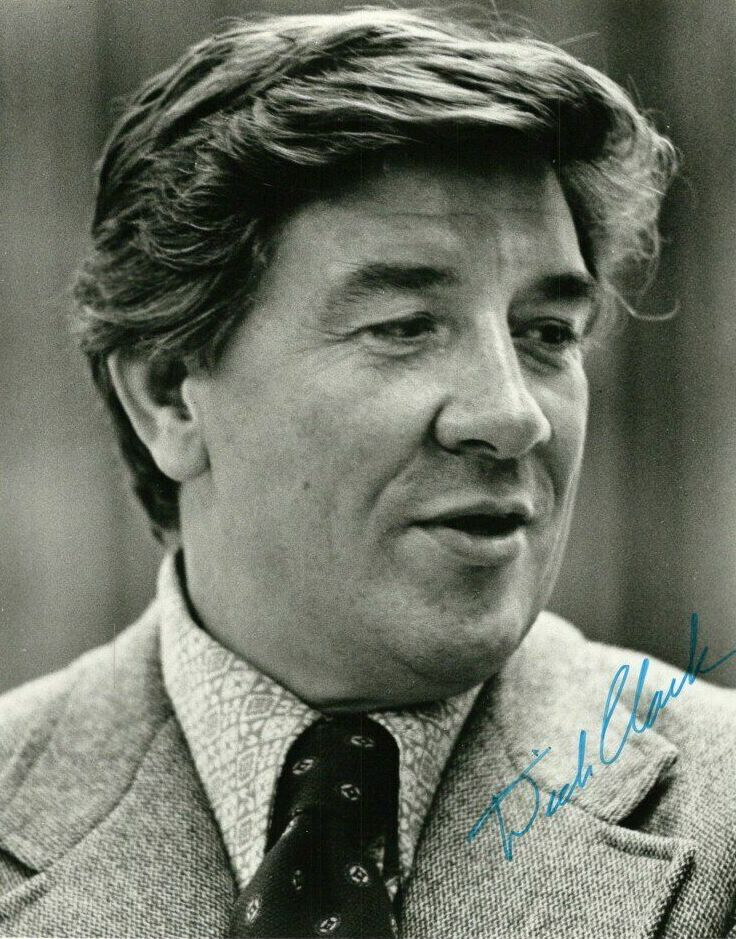
Senador estadunidense Dick Clark

Dick Clark, senador democrata de Iowa, descobriu a operação durante uma missão de investigação na África, mas Seymour Hersh, repórter do The New York Times, revelou a IA Feature ao público em 13 de dezembro de 1975. Clark propôs uma emenda à Lei de Controle de Exportação de Armas, proibindo a ajuda a grupos privados envolvidos em operações militares ou paramilitares em Angola. O Senado aprovou a lei, com 54 votos favoráveis contra 22 desfavoráveis em 19 de dezembro de 1975, e a Câmara dos Deputados aprovou a lei, 323 votos favoráveis e 99 desfavoráveis em 27 de janeiro de 1976. Ford assinou a lei em 9 de fevereiro de 1976. Mesmo depois que a Emenda Clark se tornou lei, o então diretor da CIA, George H. W. Bush, recusou-se a admitir que toda a ajuda dos Estados Unidos a Angola havia cessado. De acordo com a analista de relações exteriores Jane Hunter, Israel interveio como fornecedor de armas por procuração para a África do Sul depois que a Emenda Clark entrou em vigor. Israel e a África do Sul estabeleceram uma aliança militar de longa data, na qual Israel fornecia armas e treinamento, além de realizar exercícios militares conjuntos.
O governo dos Estados Unidos vetou a entrada de Angola nas Nações Unidas em 23 de junho de 1976. A Zâmbia proibiu a UNITA de lançar ataques a partir de seu território em 28 de dezembro de 1976, depois que Angola, sob o domínio do MPLA, se tornou membro das Nações Unidas. Segundo o embaixador William Scranton, os Estados Unidos se abstiveram de votar a questão de Angola se tornar um Estado-membro da ONU "por respeito aos sentimentos expressos por seus [nossos] amigos africanos".

### Invasões Shaba

Província de Shaba, Zaire

Cerca de 1 500 membros da Frente de Libertação Nacional do Congo (FNLC) invadiram a província de Shaba (ou Catanga) no Zaire, no leste de Angola, em 7 de março de 1977. A FNLC queria derrubar Mobutu e o governo do MPLA, sofrendo com o apoio da Mobutu à FNLA e à UNITA, não tentou impedir a invasão. A FNLC falhou em capturar Coluezi, o coração econômico do Zaire, mas levou Kasaji e Mutshatsha. O exército zairense foi derrotado sem dificuldade e a FNLC continuou a avançar. Em 2 de abril, Mobutu apelou por ajuda a William Eteki, dos Camarões, presidente da Organização da Unidade Africana. Oito dias depois, o governo francês respondeu ao apelo de Mobutu e transportou 1 500 tropas marroquinas para Quinxassa. Essa força trabalhou em conjunto com o exército zairense, a FNLA e os pilotos egípcios que pilotavam aeronaves de combate Mirage do Zaire e de fabricação francesa para derrotar a FNLC. A força de contra-invasão empurrou o último dos militantes, junto com vários refugiados, para Angola e Zâmbia em abril de 1977.
Mobutu acusou o MPLA e os governos cubano e soviético de cumplicidade na guerra. Enquanto Neto apoiou a FNLC, o apoio do governo ao MPLA veio em resposta ao apoio contínuo da Mobutu ao FNLA de Angola. O governo de Jimmy Carter, não convencido do envolvimento cubano, respondeu oferecendo escassos 15 milhões de dólares em ajuda não militar. A timidez estadunidense durante a guerra levou a uma mudança na política externa do Zaire em direção a um maior envolvimento com a França, que se tornou o maior fornecedor de armas do Zaire após a intervenção. Neto e Mobutu assinaram um acordo de fronteira em 22 de julho de 1977.
John Stockwell, chefe da estação da CIA em Angola, renunciou após a invasão, explicando em um artigo do Washington Post intitulado "Por que estou saindo da CIA" em abril de 1977 que ele havia avisado o secretário de Estado Henry Kissinger que o apoio estadunidense ao governo antigovernamental de rebeldes em Angola poderia provocar uma guerra com o Zaire. Ele também disse que o envolvimento secreto dos soviéticos em Angola ocorreu depois e em resposta ao envolvimento dos Estados Unidos.
A FNLC invadiu Shaba novamente em 11 de maio de 1978, capturando Coluezi em dois dias. Embora o governo Carter tenha aceitado a insistência de Cuba em seu não envolvimento em Shaba I e, portanto, não estivesse com Mobutu, o governo estadunidense agora acusava Castro de cumplicidade. Desta vez, quando Mobutu pediu ajuda externa, o governo dos Estados Unidos trabalhou com os militares franceses e belgas para combater a invasão, a primeira cooperação militar entre a França e os Estados Unidos desde a Guerra do Vietnã. A Legião Estrangeira Francesa recuperou Coluezi após uma batalha de sete dias e transportou 2 250 cidadãos europeus para a Bélgica, mas não antes da FNLC massacrar 80 europeus e 200 africanos. Em um ataque, a FNLC matou 34 civis europeus que se esconderam em uma sala. A FNLC recuou para a Zâmbia, prometendo retornar a Angola. O exército zairense despejou à força civis ao longo da fronteira de Shaba com Angola. Mobutu, querendo evitar qualquer chance de outra invasão, ordenou que suas tropas atirassem à vista.
As negociações mediadas pelos Estados Unidos entre o MPLA e os governos zairenses levaram a um acordo de paz em 1979 e ao fim do apoio às insurgências nos respectivos países. O Zaire interrompeu temporariamente o apoio à FLEC, à FNLA e à UNITA e Angola proibiu outras atividades da FNLC.

### Nitistas
Em meados da década de 1970, o ministro da Administração Interna, Nito Alves, havia se tornado um membro poderoso no partido MPLA e nas estruturas do novo Estado angolano. Alves foi um dos responsáveis pela derrota política da Revolta do Leste, de Daniel Chipenda, e da Revolta Activa, de Mário Pinto de Andrade e Gentil Ferreira Viana, durante a Guerra da Independência de Angola. O faccionismo no MPLA tornou-se um grande desafio ao poder de Neto no final de 1975 e início de 1976 dado o grande poder acumulado por Alves durante as repressões de novas dissidências no partido. Alves fechou os Comitês Cabral e Henda enquanto expandia sua influência dentro do MPLA por meio do controle dos jornais e da televisão estatal do país. Alves visitou a União Soviética entre fevereiro e março de 1976, alegando ter obtido apoio soviético para depurar o partido e implantar reformas nas estruturas do Estado. Quando retornou, Neto desconfiava do crescente poder de Alves e procurava neutralizar ele e seus seguidores, os nitistas. Neto convocou uma reunião do Comitê Central do MPLA onde aboliu o Ministério da Administração Interna (do qual Alves era o chefe) e estabeleceu uma comissão de inquérito. A comissão atestou que o Fraccionismo-Nitista estava dividindo o partido, devendo ser publicado um relatório de suas descobertas nos primeiros meses de 1977. Alves e o comandante militar José Jacinto Van-Dúnem, seu aliado político, começaram a planejar um golpe de Estado contra Neto.
Alves e Van-Dúnem planejavam prender Neto em 21 de maio, antes de ele chegar a uma reunião do Comitê Central e antes da comissão divulgar seu relatório sobre as atividades dos nitistas. No entanto, o MPLA mudou o local da reunião pouco antes do início programado, arruinando os planos dos conspiradores. Porém, Alves participou da reunião e decidiu responder as acusações da comissão. A comissão divulgou seu relatório, acusando o movimento de faccionismo. Alves revidou, denunciando Neto por não alinhar Angola com a União Soviética. Após doze horas de debate, o partido votou 26 a 6 para demitir Alves e Van-Dúnem de suas posições.

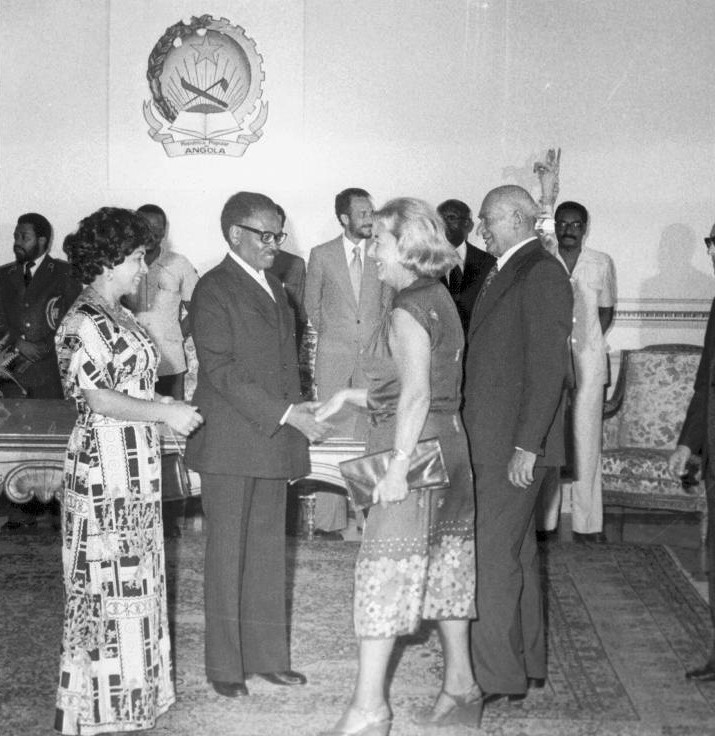
Agostinho Neto, líder do MPLA e primeiro presidente angolano, encontra-se com o embaixador da Polônia em Luanda, 1978

Em apoio a Alves e a tentativa de golpe, a 9ª Brigada das Forças Armadas Populares de Libertação de Angola (FAPLA) invadiu a prisão de São Paulo em 27 de maio, matando seu diretor e libertando mais de 150 nitistas. A 9ª brigada assumiu o controle da estação de rádio em Luanda e anunciou seu golpe, chamando-se Comitê de Ação do MPLA. A brigada pediu aos cidadãos que mostrassem seu apoio ao golpe manifestando-se em frente ao palácio presidencial. Os nitistas capturaram Bula Matadi e Paulo Mungungo Dangereaux, generais leais ao governo. Neto mudou sua base de operações do palácio para o Ministério da Defesa ao saber dos primeiros movimentos rebeldes. Tropas cubanas leais a Neto retomaram o palácio e marcharam para a estação de rádio. Os cubanos conseguiram tomar a estação de rádio e seguiram para o quartel da 9ª Brigada, recuperando-a às 13h30. Enquanto a força cubana capturava o palácio e a estação de rádio, os nitistas sequestraram sete líderes dentro do governo e das forças armadas, matando e matando seis.
O governo do MPLA prendeu dezenas de milhares de suspeitos nitistas de maio a novembro e os julgou em tribunais secretos supervisionados pelo ministro da Defesa Iko Carreira. Aqueles que foram considerados culpados, incluindo Van-Dúnem, Jacob Caetano, cujo nome de guerra era "Monstro Imortal", chefe da 9ª Brigada, e o comissário político Eduardo Ernesto Bakalof, foram assassinados e enterrados em valas secretas. Estima-se que pelo menos 2 mil seguidores (ou supostos seguidores) de Nito Alves tenham sido mortos pelas tropas cubanas e do MPLA, após algumas estimativas, chegando a 40 mil mortos. A tentativa de golpe teve um efeito duradouro nas relações exteriores de Angola. Alves se opôs à política externa de Neto de desalinhamento, socialismo evolucionário e multirracialismo, pregando uma concepção racista de que havia uma "elite branco-mulata" tomando o poder estatal, sufocando a "revolução popular" e oprimindo a massa pobre negra, em vez de favorecer relações mais fortes com a União Soviética, a quem Alves queria conceder bases militares em Angola. Enquanto os soldados cubanos ajudavam Neto a derrubar o golpe, Alves e Neto acreditavam que a União Soviética se opunha a Neto. O ministro das Forças Armadas de Cuba, Raúl Castro, enviou mais quatro mil soldados para evitar mais dissensões nas fileiras do MPLA e se reuniu com Neto em agosto, em uma demonstração de solidariedade. Em contraste, a desconfiança de Neto sobre a liderança soviética aumentou e as relações com a URSS pioraram. Em dezembro, o MPLA realizou seu primeiro congresso partidário e mudou seu nome para MPLA-Partido dos Trabalhadores (MPLA-PT), e formalmente designou o partido como marxista-leninista. A tentativa de golpe nitista causou danos aos membros do MPLA. Em 1975, o MPLA alcançou 200 mil membros, mas após o primeiro congresso do partido, esse número diminuiu para 30 mil.

### Tentativa de substituição e morte de Neto
Os soviéticos tentaram aumentar sua influência, querendo estabelecer bases militares permanentes em Angola, mas apesar do lobby persistente, especialmente pelo encarregado de negócios soviético, G. A. Zverev, Neto manteve sua posição e se recusou a permitir a construção de forças militares permanentes. Como Alves não era mais uma possibilidade, a União Soviética apoiou o primeiro-ministro Lopo do Nascimento contra Neto pela liderança do MPLA. Neto moveu-se rapidamente, levando o Comitê Central do partido a demitir Nascimento de seus cargos como primeiro-ministro, secretário do politburo, diretor da Televisão Nacional e diretor do Jornal de Angola. No final daquele mês, os cargos de primeiro-ministro e vice-primeiro-ministro foram abolidos.
Neto diversificou a composição étnica do departamento político do MPLA ao substituir a velha guarda de linha dura por sangue novo, incluindo José Eduardo dos Santos. Neto morreu em setembro de 1979, sendo substituído interinamente na presidência angolana por Lúcio Lara, o mais alto membro do bureau político e vice-presidente do MPLA. Lara convocou, com urgência, o 2º Congresso do MPLA, em 11 de setembro de 1979, trabalhando fortemente para a eleição de José Eduardo dos Santos, que ocorreu em 20 de setembro do mesmo ano. Com isso, Santos assumiu a liderança do país em 21 de setembro de 1979, iniciando uma governação que duraria quase 40 anos.

## Década de 1980
Sob a liderança de Santos, as tropas angolanas cruzaram a fronteira com a Namíbia pela primeira vez em 31 de outubro, entrando em Cavango. No dia seguinte, Santos assinou um pacto de não agressão com a Zâmbia e o Zaire. Na década de 1980, os combates se espalharam do sudeste de Angola, onde a maioria das batalhas ocorreu na década de 1970, à medida que o Exército Nacional Congolês (ANC) e a SWAPO aumentavam sua atividade. O governo sul-africano respondeu enviando tropas de volta a Angola, intervindo na guerra de 1981 a 1987, levando a União Soviética a fornecer enormes quantidades de ajuda militar de 1981 a 1986. A URSS deu ao MPLA mais de 2 bilhões de dólares em ajuda em 1984. Em 1981, o recém-eleito secretário de Estado adjunto para assuntos africanos do recém-eleito presidente estadunidense Ronald Reagan, Chester Crocker, desenvolveu uma "política que vinculava a independência da Namíbia à retirada cubana e à paz em Angola.

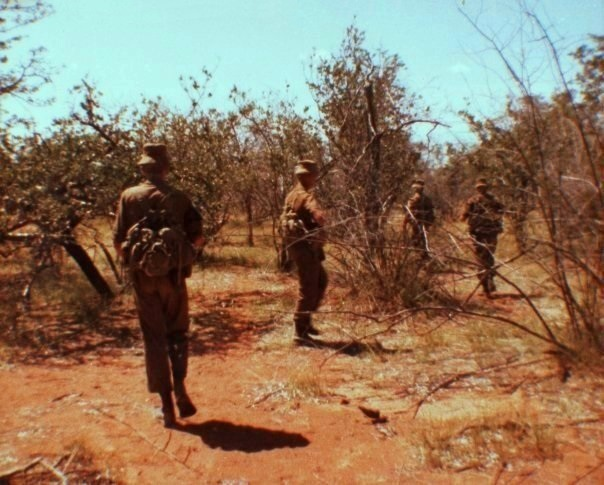
Paraquedistas sul-africanos em patrulha perto da região de fronteira, em meados dos anos 1980

As forças armadas sul-africanas atacaram insurgentes na província de Cunene em 12 de maio de 1980. O Ministério da Defesa angolano acusou o governo sul-africano de ferir e matar civis. Nove dias depois, a SADF atacou novamente, desta vez em Cuando-Cubango, e o MPLA ameaçou responder militarmente. A SADF lançou uma invasão em larga escala de Angola através de Cunene e Cuando-Cubango em 7 de junho, destruindo a sede do comando operacional da SWAPO em 13 de junho, no que o primeiro-ministro Pieter Willem Botha descreveu como um "ataque de choque". O governo do MPLA prendeu 120 angolanos que planejavam detonar explosivos em Luanda, em 24 de junho, frustrando uma trama supostamente orquestrada pelo governo sul-africano. Três dias depois, o Conselho de Segurança das Nações Unidas se reuniu a pedido do embaixador angolano na ONU, E. de Figuerido, e condenou as incursões da África do Sul em Angola. O presidente Mobutu do Zaire também ficou do lado do MPLA. O governo do MPLA registrou 529 casos em que afirma que as forças sul-africanas violaram a soberania territorial de Angola entre janeiro e junho de 1980.
Cuba aumentou sua força de tropas em Angola de 35 mil em 1982 para 40 mil em 1985. As forças sul-africanas tentaram capturar Lubango, capital da província da Huíla, na Operação Askari em dezembro de 1983.
Em 2 de junho de 1985, ativistas conservadores estadunidenses realizaram a Democratic International, uma reunião simbólica de militantes anticomunistas, na sede da UNITA em Jamba. Financiado principalmente pelo fundador da Rite Aid Lewis Lehrman e organizado pelos ativistas anticomunistas Jack Abramoff e Jack Wheeler, os participantes incluíram Savimbi, Adolfo Calero, líder dos Contras da Nicarágua; Pa Kao Her, líder rebelde de Hmong Laos; Oliver North, tenente-coronel das forças de segurança sul-africanas; Abdurrahim Wardak, líder afegão mujahidin; Jack Wheeler, defensor da política conservadora estadunidense e muitos outros. O governo Reagan, apesar de não querer apoiar publicamente a reunião, expressou sua aprovação em particular. Os governos de Israel e da África do Sul apoiaram a ideia, mas ambos os países foram desaconselhados a sediar a conferência.
Os participantes divulgaram um comunicado informando, 
 Nós, povos livres que lutamos por nossa independência nacional e direitos humanos, reunidos em Jamba, declaramos nossa solidariedade com todos os movimentos de liberdade do mundo e declaramos nosso compromisso de cooperar para libertar nossas nações dos imperialistas soviéticos. 
 A Câmara dos Representantes dos Estados Unidos votou para revogar a Emenda Clark em 11 de julho de 1985. O governo do MPLA começou a atacar a UNITA no final daquele mês de Luena em direção a Cazombo, ao longo da Ferrovia Benguela, em uma operação militar chamada Congresso II, que tomaria Cazombo em 18 de setembro. O governo do MPLA tentou sem sucesso tomar o depósito de suprimentos da UNITA em Mavinga de Menongue. Apesar do ataque falhar, surgiram interpretações muito diferentes sobre ele. A UNITA afirmou que oficiais soviéticos de língua portuguesa lideraram as tropas da FAPLA, enquanto o governo disse que a UNITA contava com paraquedistas sul-africanos para derrotar o ataque do MPLA. O governo sul-africano admitiu ter lutado na área, mas disse que suas tropas combateram os militantes da SWAPO.

### Guerra se intensifica

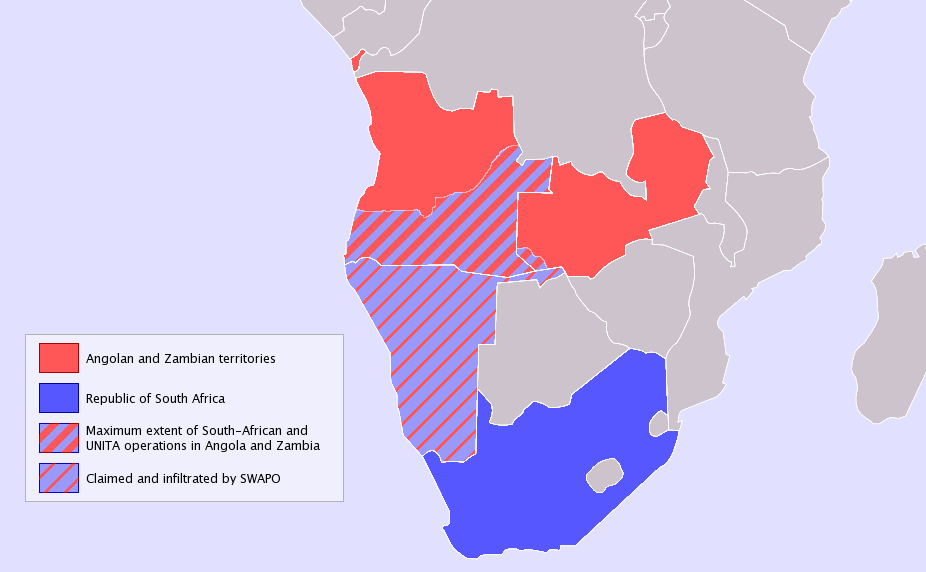
Extensão máxima das operações da África do Sul e da UNITA em Angola e Zâmbia

A União Soviética deu um adicional de 1 bilhão de dólares em ajuda ao governo do MPLA e Cuba enviou 2 mil soldados adicionais à força de 35 mil soldados em Angola para proteger as plataformas de petróleo da Chevron em 1986. Savimbi chamou a presença da Chevron em Angola, já protegida pelas tropas cubanas, de um "alvo" da UNITA em entrevista à revista Foreign Policy em 31 de janeiro.
Em Washington, Savimbi estabeleceu relações estreitas com conservadores influentes, como Michael Johns (analista de política externa da Heritage Foundation e um importante defensor de Savimbi), Grover Norquist (presidente da Americans for Tax Reform e consultor econômico de Savimbi) e outros que desempenharam papéis críticos na elevação da ajuda secreta estadunidense à UNITA. Eles visitaram Savimbi em sua sede em Jamba, para fornecer ao líder rebelde angolano orientações militares, políticas e outras em sua guerra contra o governo do MPLA. Com o apoio aprimorado dos Estados Unidos, a guerra rapidamente se intensificou, tanto em termos da ferocidade das batalhas quanto em sua percepção como um conflito-chave na Guerra Fria em geral.
Além de aumentar seu apoio militar à UNITA, o governo Reagan e seus aliados conservadores também trabalharam para expandir o reconhecimento de Savimbi como um importante aliado dos Estados Unidos em uma importante luta da Guerra Fria. Em janeiro de 1986, Reagan convidou Savimbi para uma reunião na Casa Branca. Após o encontro, Reagan falou da UNITA como uma vitória que "eletrifica o mundo". Dois meses depois, Reagan anunciou a entrega de mísseis terra-ar Stinger como parte dos 25 milhões de dólares em ajuda que a UNITA recebeu do governo estadunidense. Jeremias Chitunda, representante da UNITA nos Estados Unidos, tornou-se vice-presidente da UNITA em agosto de 1986 no sexto congresso do partido.
As forças da UNITA atacaram Camabatela na província de Cuanza Norte em 8 de fevereiro de 1986. A ANGOP alegou que a UNITA massacrou civis em Damba, na província de Uíge, no final daquele mês, em 26 de fevereiro. O governo sul-africano concordou com os termos de Crocker em 8 de março. Savimbi propôs uma trégua em relação à ferrovia de Benguela em 26 de março, dizendo que os trens do MPLA poderiam passar se um grupo internacional de inspeção os monitorasse para impedir seu uso em atividades de contra-insurgência. O governo não respondeu. Em abril de 1987, Fidel Castro enviou a Quinquagésima Brigada de Cuba para o sul de Angola, aumentando o número de tropas cubanas de 12 mil para 15 mil. Os governos do MPLA e dos Estados Unidos começaram a negociar em junho de 1987.

### Cuito Cuanavale e Acordos de Nova Iorque
A UNITA e as forças sul-africanas atacaram a base do MPLA em Cuito Cuanavale, na província de Cuando-Cubango, de 13 de janeiro a 23 de março de 1988, na segunda maior batalha da história da África, após a Batalha de El Alamein, a maior na África Subsaariana desde a Segunda Guerra Mundial. A importância de Cuito Cuanavale não vinha de seu tamanho ou riqueza, mas de sua localização. As Forças de Defesa da África do Sul mantiveram uma vigilância na cidade usando novas peças de artilharia do G5. Ambos os lados reivindicaram a vitória na batalha de Cuito Cuanavale.

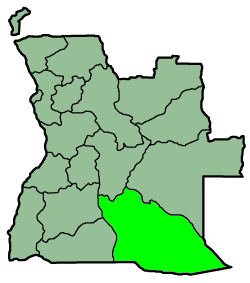
Mapa das províncias de Angola, com destaque para a província de Cuando-Cubango

Após os resultados incertos da Batalha de Cuito Cuanavale, Fidel Castro afirmou que o aumento do custo de continuar lutando contra a África do Sul colocou Cuba em sua posição de combate mais agressiva da guerra, argumentando que ele estava se preparando para deixar Angola com seus oponentes na defensiva. Segundo o governo cubano, o custo político, econômico e técnico para a África do Sul de manter sua presença em Angola provou ser excessivo. Por outro lado, os sul-africanos acreditam que indicaram sua decisão às superpotências preparando um teste nuclear que finalmente forçou os cubanos a se estabelecerem.
As tropas cubanas foram acusadas de terem usado gás nervoso contra as tropas da UNITA durante a guerra civil. O toxicologista criminal belga Dr. Aubin Heyndrickx, estudou supostas evidências, incluindo amostras de "kits de identificação" de gás de guerra encontrados após a batalha em Cuito Cuanavale, alegando que "não há mais dúvida de que os cubanos estavam usando gases nervosos contra as tropas do Sr. Jonas Savimbi".
O governo cubano entrou em negociações em 28 de janeiro de 1988 e as três partes realizaram uma rodada de conversas em 9 de março. O governo sul-africano entrou em negociações em 3 de maio e as partes se reuniram em junho e agosto em Nova Iorque e Genebra. Todas as partes concordaram com um cessar-fogo em 8 de agosto. Em 22 de dezembro de 1988, representantes dos governos de Angola, Cuba e África do Sul assinaram o Acordo de Nova York, concedendo independência à Namíbia e pondo fim ao envolvimento direto de tropas estrangeiras na guerra civil. O Conselho de Segurança das Nações Unidas aprovou a Resolução 626 mais tarde naquele dia, criando a Missão de Verificação das Nações Unidas para Angola (UNAVEM), uma força de manutenção da paz. As tropas da UNAVEM começaram a chegar a Angola em janeiro de 1989.

### Cessar-fogo
À medida que a Guerra Civil Angolana começou a assumir um componente diplomático, além da militar, dois importantes aliados de Savimbi, Howard Phillips, do The Conservative Caucus, e Michael Johns, da Heritage Foundation, visitaram Savimbi em Angola, onde tentaram convencê-lo a vir. aos Estados Unidos, na primavera de 1989, para ajudar o Conservative Caucus, a Heritage Foundation e outros conservadores a defender a continuação da ajuda dos Estados Unidos à UNITA.
O presidente Mobutu convidou dezoito líderes africanos, Savimbi e Santos para o seu palácio em Gebadolite em junho de 1989 para negociações. Savimbi e Santos se encontraram pela primeira vez e concordaram com a Declaração de Gebadolite, um cessar-fogo, em 22 de junho, abrindo caminho para um futuro acordo de paz.  O presidente Kenneth Kaunda, da Zâmbia, disse alguns dias após a declaração que Savimbi havia concordado em deixar Angola e se exilar, uma alegação que Mobutu, Savimbi e o governo dos Estados Unidos contestam. Santos concordou com a interpretação de Kaunda das negociações, dizendo que Savimbi havia concordado em deixar temporariamente o país.
Em 23 de agosto, Santos reclamou que os governos dos Estados Unidos e da África do Sul continuaram a financiar a UNITA, alertando que tal atividade colocava em risco o já frágil cessar-fogo. No dia seguinte, Savimbi anunciou que a UNITA não aceitaria mais o cessar-fogo, citando a insistência de Kaunda em que Savimbi deixasse o país e a UNITA se dissolvesse. O governo do MPLA respondeu à declaração de Savimbi transferindo tropas de Cuito Cuanavale, sob controle do MPLA, para Mavinga, ocupada pela UNITA. O cessar-fogo se rompeu, com Santos e o governo estadunidense culpando-se mutuamente pela retomada do conflito armado.

## Década de 1990

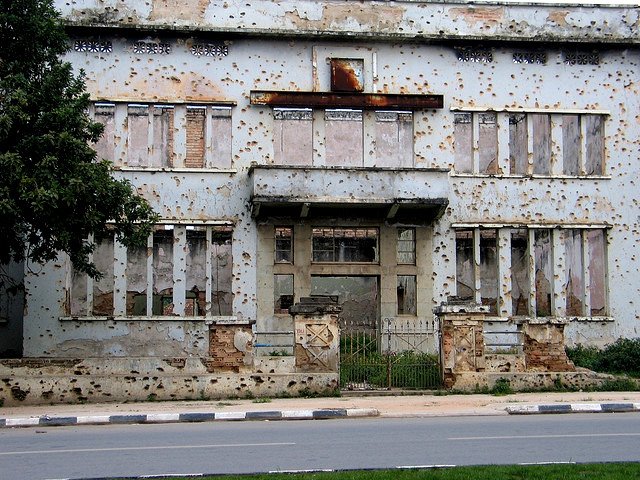
Edifício em Huambo mostrando os efeitos da guerra

Mudanças políticas no exterior e vitórias militares em casa permitiram ao governo fazer a transição de um Estado nominalmente comunista para um Estado nominalmente democrático. A declaração de independência da Namíbia, reconhecida internacionalmente em 1 de abril, eliminou a ameaça ao MPLA da África do Sul, quando a SADF se retirou de lá. O MPLA aboliu o sistema de partido único em junho e rejeitou o marxismo-leninismo no terceiro Congresso do MPLA em dezembro, mudando formalmente o nome do partido de MPLA-PT para MPLA.
A Assembleia Nacional aprovou a lei 12/91 em maio de 1991, coincidindo com a retirada das últimas tropas cubanas, definindo Angola como um "Estado democrático baseado no Estado de Direito" com um sistema multipartidário. Os observadores enfrentaram essas mudanças com ceticismo. O jornalista estadunidense Karl Maier escreveu: "Na Nova Angola, a ideologia está sendo substituída pelos negócios de fundo, já que a segurança e a experiência em vendas de armas se tornaram um negócio muito lucrativo. Com sua riqueza em petróleo e diamantes, Angola é como uma grande carcaça inchada e os abutres estão girando no alto. Os antigos aliados de Savimbi estão mudando de lado, atraídos pelo aroma da moeda forte". Savimbi também expurgou alguns dos membros da UNITA, que ele pode ter visto como ameaças à sua liderança ou como questionadores de seu curso estratégico. Entre os mortos no expurgo estavam Tito Chingunji e sua família em 1991. Savimbi negou seu envolvimento no assassinato de Chingunji e culpou os dissidentes da UNITA.

### Black, Manafort e Stone
Tropas do governo feriram Savimbi em batalhas em janeiro e fevereiro de 1990, mas não o suficiente para restringir sua mobilidade. Ele foi para Washington, D.C., em dezembro e se encontrou com o presidente George HW Bush novamente, a quarta das cinco viagens que ele fez aos Estados Unidos. Savimbi pagou a Black, Manafort, Stone e Kelly, uma empresa de lobby com sede em Washington, DC, 5 milhões de dólares para pressionar o governo federal por ajuda, retratar a UNITA favoravelmente na mídia ocidental e obter apoio entre os políticos de Washington. Savimbi foi altamente bem-sucedido nesse empreendimento. As armas que ele obteria de Bush ajudaram a UNITA a sobreviver mesmo depois que o apoio dos Estados Unidos parasse.
Os senadores Larry Smith e Dante Fascell, membro sênior da empresa, trabalharam com a Fundação Nacional Cubana Americana, o representante Claude Pepper da Flórida, o Neal Blair de Free the Eagle e Howard Phillips do Conservative Caucusp para revogar a Emenda Clark em 1985.

### Acordos de Bicesse
O Presidente Santos reuniu-se com Savimbi em Lisboa, Portugal e assinou o Acordo de Bicesse, o primeiro de três grandes tratados de paz, em 31 de maio de 1991, com a mediação do governo português. Os acordos estabeleceram uma transição para a democracia multipartidária sob a supervisão da missão UNAVEM II das Nações Unidas, com uma eleição presidencial a ser realizada dentro de um ano. O acordo tentou desmobilizar os 152 mil combatentes ativos e integrar as tropas remanescentes do governo e os rebeldes da UNITA em uma força de 50 mil soldados das Forças Armadas Angolanas (FAA), que consistiriam de um exército nacional com 40 mil soldados, uma marinha com 6 mil membros e uma força aérea com 4 mil homens. Embora os rebeldes em grande parte não tenham se desarmado, as forças do governo cumpriram o acordo e se desmobilizaram, o que deixou o governo em desvantagem.
Angola realizou o primeiro turno de suas eleições presidenciais de 1992, de 29 a 30 de setembro. Dos Santos recebeu 49,57% dos votos e Savimbi ganhou 40,6%. Como nenhum candidato recebeu 50% ou mais dos votos, a lei eleitoral determinou uma segunda rodada de votação entre os dois principais candidatos. Savimbi, junto com oito partidos da oposição e muitos outros observadores das eleições, disse que as eleições não foram livres nem justas. Um observador oficial escreveu que havia pouca supervisão da ONU, que 500 mil eleitores da UNITA eram desprivilegiados e que havia 100 assembleias de voto clandestinas. Savimbi enviou Jeremias Chitunda, vice-presidente da UNITA, a Luanda para negociar os termos do segundo turno. O processo eleitoral fracassou em 31 de outubro, quando tropas do governo em Luanda atacaram os rebeldes. Os civis, usando armas que haviam recebido da polícia alguns dias antes, realizaram incursões de casa em casa com a Polícia de Intervenção Rápida, matando e detendo centenas de apoiadores da UNITA. O governo levou civis em caminhões para o cemitério de Camama e o desfiladeiro do Morro da Luz, atirou neles e os enterrou em valas comuns. Os agressores atacaram o comboio de Chitunda em 2 de novembro, puxando-o para fora do carro e atirando em ele e mais dois na cara deles. O MPLA massacrou mais de dez mil eleitores da UNITA e da FNLA em todo o país em poucos dias, no que ficou conhecido como Massacre do Dia das Bruxas, entre 30 de novembro e 1º de outubro de 1992.
Então, em uma série de vitórias impressionantes, a UNITA recuperou o controle sobre Caxito, Huambo, M'banza Congo, Nadalatando e Uíge, capitais provinciais que não possuía desde 1976, e avançou contra Cuíto, Luena e Malange. Embora os governos dos Estados Unidos e da África do Sul parassem de ajudar a UNITA, os suprimentos continuavam vindo de Mobutu, no Zaire. A UNITA tentou retirar o controle de Cabinda do MPLA em janeiro de 1993. Edward DeJarnette, chefe do Gabinete de Ligação dos Estados Unidos em Angola para o governo Clinton, alertou Savimbi que, se a UNITA impedir ou interromper a produção de Cabinda, os Estados Unidos encerrariam seu apoio à UNITA. Em 9 de janeiro, a UNITA iniciou uma batalha de 55 dias contra Huambo, a "Guerra das Cidades". Centenas de milhares fugiram e 10 mil foram mortos antes que a UNITA assumisse o controle em 7 de março. O governo se engajou em uma limpeza étnica de congos e, em menor grau, de ovimbundos, em várias cidades, principalmente Luanda, em 22 de janeiro de 1993, no massacre da Sexta-Feira Sangrenta. Os rebeldes e os representantes do governo se encontraram cinco dias depois na Etiópia, mas as negociações falharam em restaurar a paz. O Conselho de Segurança das Nações Unidas sancionou a UNITA através da Resolução 864 em 15 de setembro de 1993, proibindo a venda de armas ou combustível para a organização.
Talvez a mudança mais clara na política externa estadunidense tenha surgido quando o presidente Bill Clinton emitiu a Ordem Executiva 12865 em 23 de setembro, rotulando a UNITA como "uma ameaça contínua aos objetivos de política externa dos Estados Unidos" em Angola. No entanto, os sucessos militares do governo em 1994 forçaram a UNITA a negociar pela paz. Em novembro de 1994, o governo havia assumido o controle de 60% do país. Savimbi chamou a situação de "crise mais profunda" da UNITA desde a sua criação. Estima-se que talvez 120 mil pessoas tenham sido mortas nos primeiros dezoito meses após a eleição de 1992, quase metade do número de baixas dos dezesseis anos anteriores de guerra. Ambos os lados do conflito continuaram a cometer violações generalizadas e sistemáticas das leis de guerra, sendo que a UNITA, em particular, foi culpada de bombardeios indiscriminados de cidades sitiadas, o que resultou em um grande número de mortos civis. As forças do governo do MPLA usaram o poder aéreo de maneira indiscriminada, resultando também em várias mortes de civis. O Protocolo de Lusaca de 1994 reafirmou os Acordos de Bicesse.

### Protocolo de Lusaca
Savimbi, não querendo assinar pessoalmente um acordo, enviou o ex-Secretário Geral da UNITA Eugenio Manuvakola para representando o partido em seu lugar. Manuvakola e o Ministro das Relações Exteriores de Angola, Venâncio de Moura, assinaram o Protocolo de Lusaca em Lusaca, Zâmbia, em 31 de outubro de 1994, concordando em integrar e desarmar a UNITA. Ambos os lados assinaram um cessar-fogo como parte do protocolo em 20 de novembro. Sob o acordo, o governo e a UNITA cessariam os incêndios e desmobilizariam 5 500 membros da UNITA, incluindo 180 militantes, que se uniriam à polícia nacional angolana, 1 200 membros da UNITA, incluindo 40 militantes, que se uniriam à força policial de reação rápida e os generais da UNITA, que se tornariam oficiais das Forças Armadas Angolanas. Mercenários estrangeiros retornariam aos seus países de origem e todas as partes parariam de adquirir armas estrangeiras. O acordo deu aos políticos da UNITA casas e uma sede. O governo concordou em nomear membros da UNITA para chefiar os ministérios de Minas, Comércio, Saúde e Turismo, além de sete vice-ministros, embaixadores, governos de Uige, Lunda Sul e Cuando-Cubango, vice-governadores, administradores municipais, vice-administradores, e comuna de administradores. O governo libertaria todos os prisioneiros e anistiaria todos os militantes envolvidos na guerra civil. O presidente do Zimbábue, Robert Mugabe, e o presidente sul-africano, Nelson Mandela, se reuniram em Lusaca em 15 de novembro de 1994 para aumentar o apoio simbólico ao protocolo. Mugabe e Mandela disseram que estariam dispostos a se encontrar com Savimbi e Mandela pediu que ele viesse para a África do Sul, mas Savimbi não veio. O acordo criou uma comissão conjunta, composta por funcionários do governo angolano, da UNITA e da ONU, com os governos de Portugal, Estados Unidos e Rússia como observadores, para supervisionar sua implementação. As violações das disposições do protocolo serão discutidas e revisadas pela comissão. As disposições do protocolo, integrando a UNITA nas forças armadas, um cessar-fogo e um governo de coalizão, eram semelhantes às do Acordo do Alvor, que concedeu a Angola a independência de Portugal em 1975. Muitos dos mesmos problemas ambientais, desconfiança mútua entre a UNITA e o MPLA, falta de supervisão internacional, importação de armas estrangeiras e ênfase excessiva na manutenção do equilíbrio de poder, levaram ao colapso do protocolo.

### Monitoramento de armas
Em janeiro de 1995, o presidente estadunidense Clinton enviou Paul Hare, seu representante em Angola, para apoiar o Protocolo de Lusaca e pressionar pela importância do cessar-fogo no governo angolano e na UNITA, ambos necessitando de assistência externa. As Nações Unidas concordaram em enviar uma força de manutenção da paz em 8 de fevereiro. Savimbi se reuniu com o presidente sul-africano Mandela em maio. Pouco depois, em 18 de junho, o MPLA ofereceu a Savimbi o cargo de vice-presidente no cargo de Santos com outro vice-presidente escolhido no MPLA. Savimbi disse a Mandela que se sentia pronto para "servir em qualquer capacidade que ajude minha nação", mas não aceitou a proposta até 12 de agosto. As operações e análises do Departamento de Defesa e da Agência Central de Inteligência dos Estados Unidos em Angola expandiram-se em um esforço para interromper o embarque de armas, uma violação do protocolo, com sucesso limitado. O governo angolano comprou seis Mil Mi-17 da Ucrânia em 1995, assim como aviões de ataque L-39 da República Tcheca em 1998, juntamente com munições e uniformes do Zimbábue e armas da Ucrânia em 1998 e 1999. O monitoramento dos Estados Unidos diminuiu significativamente em 1997, quando os eventos no Zaire, no Congo e na Libéria ocuparam mais a atenção do governo estadunidense. A UNITA comprou mais de 20 lançadores eretores de transportadores FROG-7 (TEL) e três mísseis FOX 7 do governo norte-coreano em 1999.

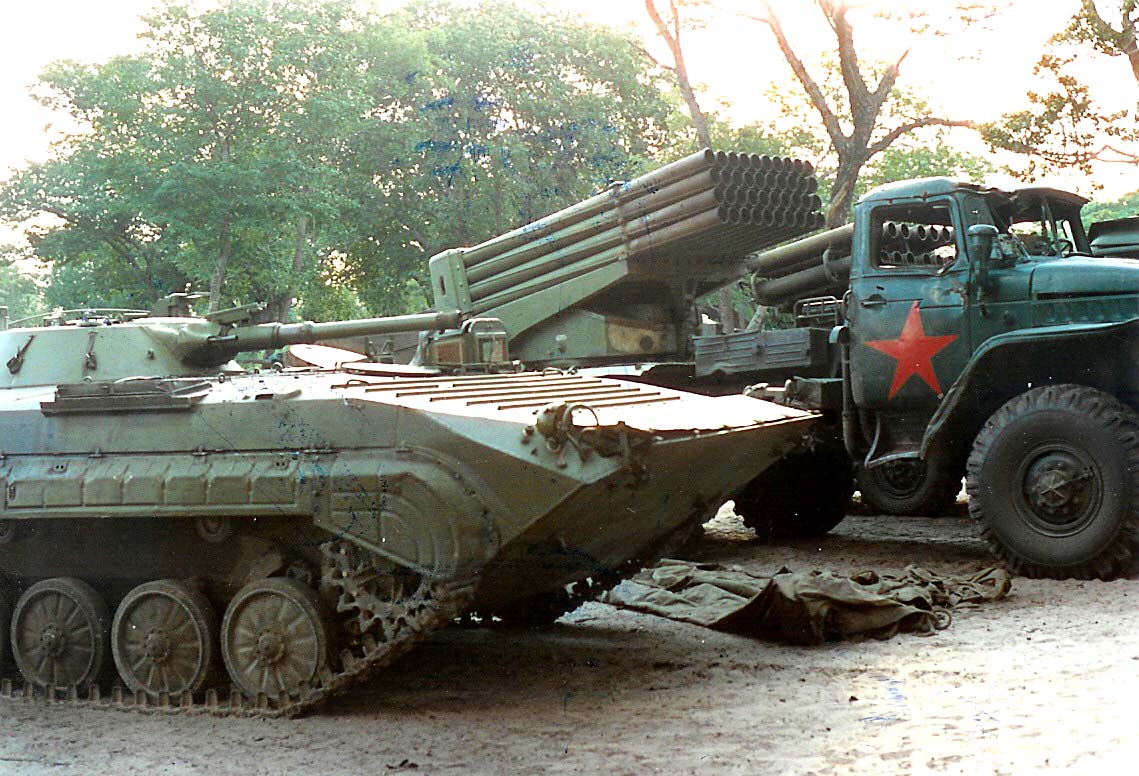
Antigos BMP-1 e BM-21 Grads da UNITA em um ponto de montagem

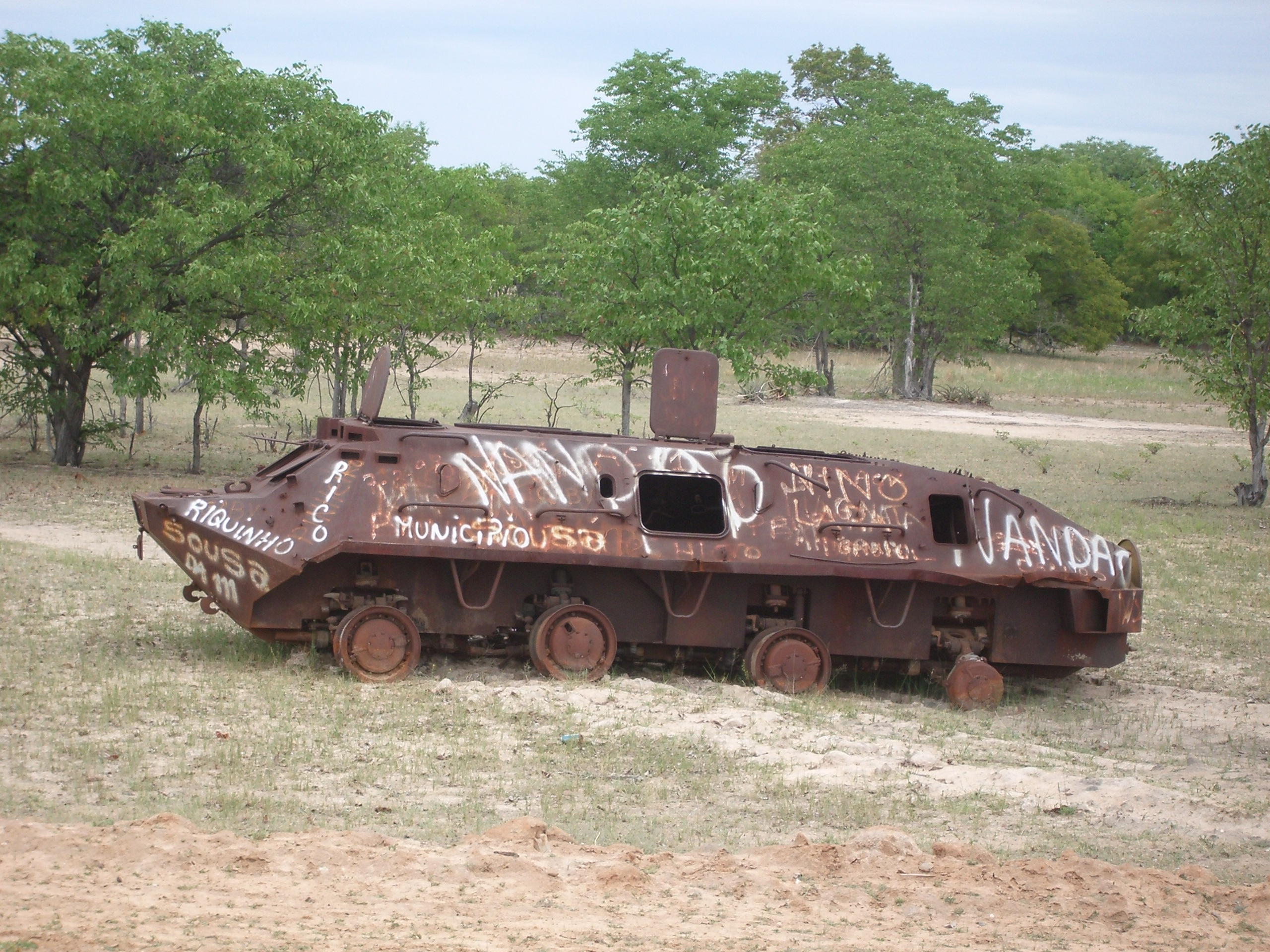
Um blindado BTR-60PB abandonado em Xangongo

A ONU estendeu seu mandato no país em 8 de fevereiro de 1996. Em março, Savimbi e Santos concordaram formalmente em formar um governo de coalizão. O governo deportou 2 mil angolanos da África Ocidental e do Líbano na Operação Câncer Dois, em agosto de 1996, sob o argumento de que minorias perigosas eram responsáveis pelo aumento da taxa de criminalidade. Em 1996, o governo angolano comprou equipamento militar da Índia, dois helicópteros de ataque Mil Mi-24 e três Sukhoi Su-17 do Cazaquistão em dezembro e helicópteros da Eslováquia em março.
A comunidade internacional ajudou a instalar um Governo de Unidade e Reconciliação Nacional em abril de 1997, mas a UNITA não permitiu que o governo regional do MPLA se estabelecesse em 60 cidades. O Conselho de Segurança da ONU votou em 28 de agosto de 1997 para impor sanções à UNITA através da Resolução 1 127, proibindo os líderes da UNITA de viajar para o exterior, fechando as embaixadas da UNITA no exterior e tornando as áreas controladas pela UNITA uma zona de exclusão aérea. O Conselho de Segurança expandiu as sanções através da Resolução 1 173 em 12 de junho de 1998, exigindo certificação do governo para a compra de diamantes angolanos e congelando as contas bancárias da UNITA.
Durante a Primeira Guerra do Congo, o governo angolano se juntou à coalizão para derrubar o governo de Mobutu devido ao seu apoio à UNITA. O governo de Mobutu perdeu para a coalizão da oposição em 16 de maio de 1997. O governo angolano optou por agir principalmente através dos gendarmes catangeses chamados Tigres, que eram grupos substitutos formados por descendentes de unidades policiais que haviam sido exiladas do Zaire e, portanto, estavam lutando pelo retorno à sua terra natal. Luanda também enviou tropas regulares. No início de outubro de 1997, Angola invadiu a República do Congo durante sua guerra civil e ajudou os rebeldes de Sassou Nguesso a derrubar o governo de Pascal Lissouba. O governo de Lissouba havia permitido à UNITA o uso de cidades na República do Congo para contornar as sanções. Entre 11 e 12 de outubro de 1997, caças da Força Aérea Angolana realizaram vários ataques aéreos em posições do governo em Brazavile. Em 16 de outubro de 1997, milícias rebeldes apoiadas por tanques e uma força de mil soldados angolanos consolidaram o controle de Brazavile, forçando Lisouba a fugir. As tropas angolanas permaneceram no país, combatendo as forças da milícia leais a Lissouba, envolvidas em uma guerra de guerrilha contra o novo governo.
A ONU gastou 1,6 bilhão de dólares de 1994 a 1998 na manutenção de uma força de manutenção da paz. Os militares angolanos atacaram as forças da UNITA no Planalto Central de Angola em 4 de dezembro de 1998, um dia antes do quarto Congresso do MPLA. Dos Santos disse aos delegados no dia seguinte que acreditava que a guerra seria a única maneira de alcançar a paz, rejeitou o Protocolo de Lusaca e pediu à MONUA para sair. Em fevereiro de 1999, o Conselho de Segurança retirou o último pessoal da MONUA. No final de 1998, vários comandantes da UNITA, insatisfeitos com a liderança de Savimbi, formaram a UNITA Renovada, um grupo militante separatista. Milhares desertaram da UNITA em 1999 e 2000.
Os militares angolanos lançaram a Operação Restore, uma ofensiva maciça, em setembro de 1999, recapturando N'harea, Mungo e Andulo e Bailundo, o local da sede de Savimbi apenas um ano antes. O Conselho de Segurança da ONU aprovou a Resolução 1268 em 15 de outubro, instruindo o Secretário Geral das Nações Unidas, Kofi Annan, a atualizar o Conselho de Segurança para a situação angolana a cada três meses. Dos Santos ofereceu uma anistia aos militantes da UNITA em 11 de novembro. Em dezembro, o Chefe do Estado-Maior João de Matos disse que as Forças Armadas Angolanas destruíram 80% da ala militante da UNITA e capturaram 15 mil toneladas de equipamento militar. Após a dissolução do governo de coalizão, Savimbi retirou-se para sua base histórica em Moxico e se preparou para a batalha. Para isolar a UNITA, o governo forçou civis em áreas rurais sujeitos à influência da UNITA a se mudar para as cidades principais. A estratégia foi bem-sucedida no isolamento da UNITA, mas teve consequências humanitárias adversas.

### Comércio de diamantes
A capacidade da UNITA de extrair diamantes e vendê-los no exterior forneceu financiamento para a guerra continuar, mesmo quando o apoio do movimento no mundo ocidental e entre a população local diminuiu. De Beers e Endiama, um monopólio estatal de mineração de diamantes, assinaram um contrato permitindo que a De Beers lidasse com as exportações de diamantes de Angola em 1990. De acordo com o Relatório Fowler das Nações Unidas, Joe De Deker, ex-acionista da De Beers, trabalhou com o governo do Zaire para fornecer equipamentos militares à UNITA de 1993 a 1997. O irmão de De Deker, Ronnie, supostamente voou da África do Sul para Angola, dirigindo armas originárias da Europa Oriental. Em troca, a UNITA deu a Ronnie alqueires no valor de 6 milhões de dólares. De Deker enviou os diamantes ao escritório de compras da De Beer em Antuérpia, Bélgica. De Beers reconhece abertamente que gastou 500 milhões de dólares em diamantes angolanos legais e ilegais apenas em 1992. As Nações Unidas estimam que os angolanos faturaram entre três e quatro bilhões de dólares através do comércio de diamantes entre 1992 e 1998. A ONU também estima que, dessa quantia, a UNITA faturou pelo menos 3,72 bilhões de dólares, ou 93% de todas as vendas de diamantes, apesar das sanções internacionais.
A Executive Outcomes (EO), uma empresa militar privada, desempenhou um papel importante na virada do MPLA, sendo que um especialista em defesa dos EUA classificou a OE como dos "melhores cinquenta ou sessenta milhões de dólares que o governo angolano já gastou". A Heritage Oil and Gas, e alegadamente a De Beers, contrataram a EO para proteger suas operações em Angola. A EO treinou até 5 mil soldados e 30 pilotos de combate em acampamentos em Lunda Sul, Cabo Ledo e Dondo.

### Separatismo em Cabinda

Bandeira não oficial de Cabinda

O território de Cabinda fica ao norte de Angola, separado por uma faixa de território 60 quilômetros da República Democrática do Congo. A Constituição Portuguesa de 1933 designou Angola e Cabinda como províncias ultramarinas. No decurso de reformas administrativas durante as décadas de 1930 a 1950, Angola foi dividida em distritos e Cabinda tornou-se um dos distritos de Angola. A Frente de Libertação do Enclave de Cabinda (FLEC) formou-se em 1963, durante a guerra mais ampla pela independência de Portugal. Ao contrário do nome da organização, Cabinda é um exclave, não um enclave. A FLEC posteriormente se dividiu nas Forças Armadas de Cabinda (FLEC-FAC) e FLEC-Renovada (FLEC-R). Várias outras facções menores da FLEC se separaram posteriormente desses movimentos, mas a FLEC-R permaneceu a mais proeminente por causa de seu tamanho e de suas táticas. Os membros da FLEC-R cortavam os ouvidos e o nariz de funcionários do governo e de seus apoiadores, semelhante à Frente Revolucionária Unida de Serra Leoa nos anos 1990. Apesar do tamanho relativamente pequeno de Cabinda, potências estrangeiras e movimentos nacionalistas cobiçavam o território por suas vastas reservas de petróleo, a principal exportação de Angola na época e atualmente.
Na guerra pela independência, a divisão de assimilados contra povos indígenas mascarou o conflito interétnico entre as várias tribos nativas, uma divisão que surgiu no início de 1970. A União dos Povos de Angola, a antecessora da FNLA, controlou apenas 15% do território de Angola durante a guerra da independência, excluindo Cabinda, controlada pelo MPLA. A República Popular da China apoiou abertamente a UNITA após a independência, apesar do apoio mútuo de seu adversário na África do Sul e da inclinação pró-ocidental da UNITA. O apoio da RPC a Savimbi veio em 1965, um ano depois que ele deixou a FNLA. A China via Holden Roberto e o FNLA como o representante do Ocidente e o MPLA como o representante da União Soviética. Com a ruptura sino-soviética, a África do Sul apresentou os aliados menos odiosos à RPC.

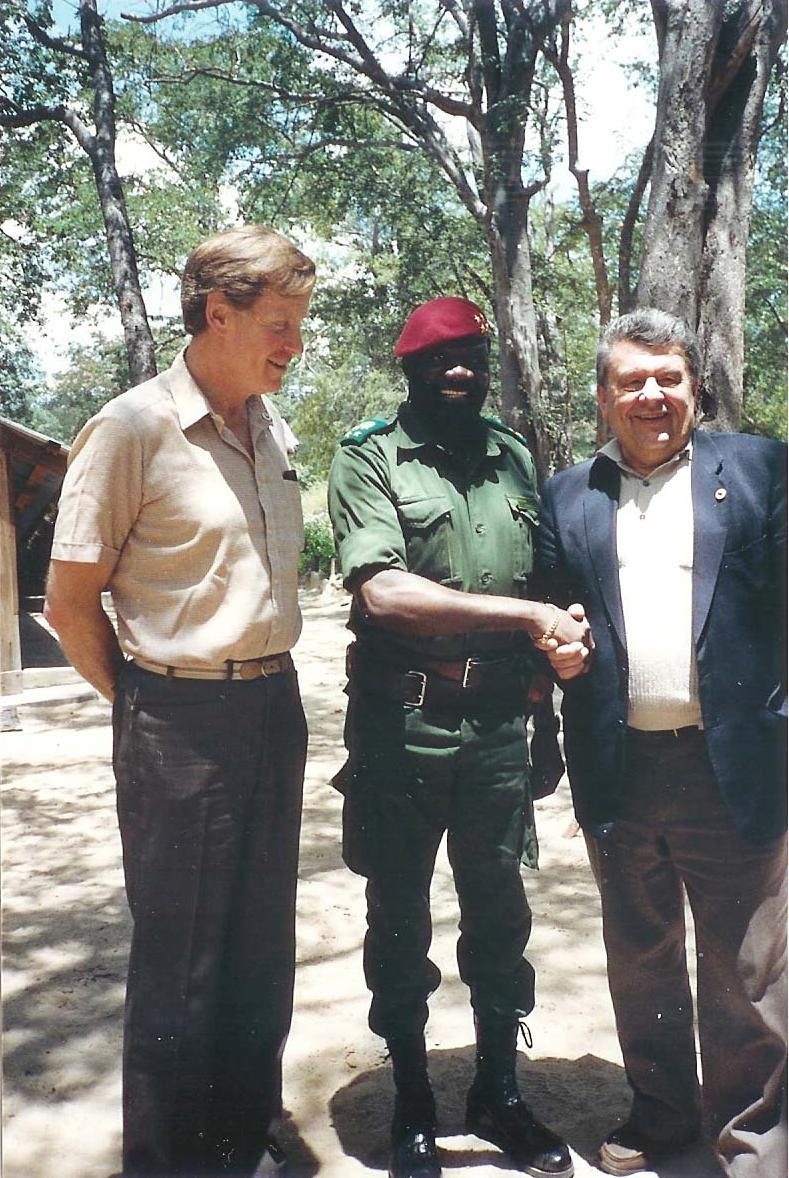
Savimbi reuniu-se com deputados do Parlamento Europeu em 1989

Ao longo da década de 1990, os rebeldes de Cabinda sequestraram e resgataram trabalhadores petroleiros estrangeiros para, por sua vez, financiar novos ataques contra o governo nacional. Os militantes da FLEC pararam os ônibus, forçaram os trabalhadores da Chevron Oil a sair e atearam fogo nos ônibus em 27 de março e 23 de abril de 1992. Uma batalha em larga escala ocorreu entre a FLEC e a polícia em Malongo em 14 de maio, na qual 25 morteiros atingiram acidentalmente um complexo da Chevron nas proximidades. O governo, temendo a perda de sua principal fonte de receita, começou a negociar com representantes da Frente de Libertação do Enclave de Renovação de Cabinda (FLEC-R), das Forças Armadas de Cabinda (FLEC-FAC) e da Frente Democrática Cabinda (FDC) em 1995. O patrocínio e o suborno não conseguiram acalmar a ira da FLEC-R e da FLEC-FAC e as negociações terminaram. Em fevereiro de 1997, a FLEC-FAC sequestrou dois funcionários da empresa madeireira Inwangsa SDN, matando um e liberando o outro após receber um resgate de 400 mil dólares. A FLEC-FAC sequestrou onze pessoas em abril de 1998, nove angolanos e dois portugueses, libertados por um resgate de 500 mil dólares. A FLEC-R sequestrou cinco funcionários da Byansol, dois franceses, dois portugueses e um angolano, em março de 1999. Enquanto os militantes libertaram o angolano, o governo complicou a situação prometendo à liderança rebelde 12,5 milhões de dólares para os reféns. Quando António Bento Bembe, presidente da FLEC-R, apareceu, o Exército Angolano prendeu ele e seus guarda-costas. Mais tarde, o exército angolano libertou à força os outros reféns em 7 de julho. Até o final do ano, o governo havia prendido a liderança das três organizações rebeldes.

## Década de 2000
O comércio ilícito de armas caracterizou grande parte dos anos posteriores da Guerra Civil Angolana, já que cada lado tentou ganhar vantagem ao comprar armas do Leste Europeu e da Rússia. Israel continuou em seu papel de traficante de armas para os Estados Unidos. Em 21 de setembro de 2000, um cargueiro russo entregou 500 toneladas de munição ucraniana de 7,62 mm à Simportex, uma divisão do governo angolano, com a ajuda de um agente marítimo em Londres. O capitão do navio declarou sua carga como "frágil" para minimizar a inspeção. No dia seguinte, o MPLA começou a atacar a UNITA, conquistando vitórias em várias batalhas de 22 a 25 de setembro. O governo ganhou controle sobre bases militares e minas de diamantes em Lunda Norte e Lunda Sul, prejudicando a capacidade de Savimbi de pagar suas tropas.
Angola concordou em comercializar petróleo com a Eslováquia em troca de armas, comprando seis aeronaves de ataque Sukhoi Su-17 em 3 de abril de 2000. O governo espanhol nas Ilhas Canárias impediu que um cargueiro ucraniano entregasse 636 toneladas de equipamento militar para Angola em 24 de fevereiro de 2001. O capitão do navio havia relatado incorretamente sua carga, alegando falsamente que o navio carregava peças de automóvel. O governo angolano admitiu que a Simportex havia comprado armas da Rosvooruzhenie, a empresa estatal russa de armas, e reconheceu que o capitão poderia ter violado a lei espanhola ao relatar mal sua carga, uma prática comum no contrabando de armas para o território angolano.

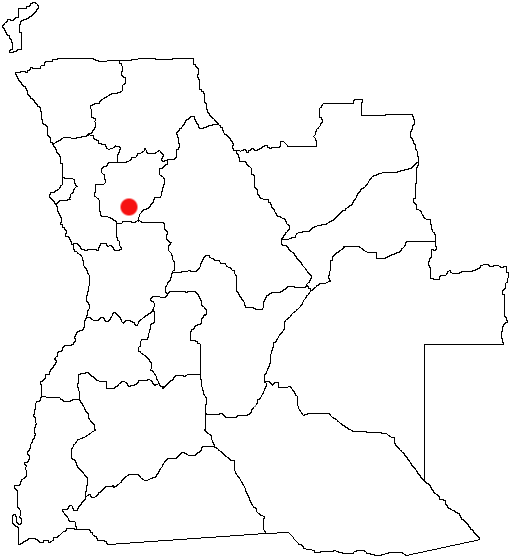
Mais de 700 moradores percorreram 60 quilômetros de Golungo Alto a Nadalatando (ponto vermelho), fugindo de um ataque da UNITA. Eles permaneceram ilesos

A UNITA realizou vários ataques contra civis em maio de 2001, em uma demonstração de força. Militantes da UNITA atacaram Caxito em 7 de maio, matando 100 pessoas e sequestrando 60 crianças e dois adultos. A UNITA atacou baía do Cuio, seguido de um ataque a Golungo Alto, uma cidade de 200 quilômetros a leste de Luanda, alguns dias depois. Os militantes avançaram em Golungo Alto às 14h 21 de maio, permanecendo até as 21h em 22 de maio, quando os militares angolanos retomaram a cidade. Eles saquearam empresas locais, levando comida e bebidas alcoólicas antes de saírem bêbados pelas ruas. Mais de 700 moradores percorreram 60 quilômetros de Golungo Alto a Nadalatando, capital da província de Cuanza Norte, sem lesões. De acordo com um oficial de ajuda em Nadalatando, os militares angolanos proibiram a cobertura da mídia sobre o incidente, portanto os detalhes do ataque são desconhecidos. Joffre Justino, porta-voz da UNITA em Portugal, disse que a UNITA só atacou Gungo Alto para demonstrar a inferioridade militar do governo e a necessidade de fechar um acordo. Quatro dias depois, a UNITA libertou as crianças para uma missão católica em Camabatela, uma cidade a 200 quilômetros de onde a UNITA os sequestrou. A organização nacional disse que o sequestro violou sua política de tratamento de civis. Em uma carta aos bispos de Angola, Jonas Savimbi pediu à Igreja Católica que atuasse como intermediária entre a UNITA e o governo nas negociações. Os ataques afetaram a economia de Angola. No final de maio de 2001, a De Beers, empresa internacional de mineração de diamantes, suspendeu suas operações em Angola, ostensivamente com o argumento de que as negociações com o governo nacional atingiram um impasse.
Militantes de afiliação desconhecida dispararam foguetes contra aviões do Programa Mundial de Alimentos das Nações Unidas (UNWFP) em 8 de junho, perto de Luena e novamente perto de Cuíto, alguns dias depois. Quando o primeiro avião, um Boeing 727, se aproximou de Luena, alguém disparou um míssil contra a aeronave, danificando um motor, mas não de forma crítica, quando a tripulação de três homens pousou com sucesso. A altitude do avião, 5 mil metros, provavelmente impediu o agressor de identificar seu alvo. Como os cidadãos de Luena tinham comida suficiente para durar várias semanas, o UNFWP suspendeu temporariamente seus voos. Quando os voos começaram novamente alguns dias depois, militantes dispararam contra um avião que voava para Cuíto, o primeiro ataque a trabalhadores da ONU desde 1999. O UNWFP suspendeu novamente os voos de ajuda alimentar em todo o país. Embora ele não tenha assumido a responsabilidade pelo ataque, o porta-voz da UNITA, Justino, disse que os aviões carregavam armas e soldados em vez de comida, tornando-os alvos aceitáveis. A UNITA e o governo angolano disseram que a comunidade internacional precisa pressionar o outro lado a retornar à mesa de negociações. Apesar da iminente crise humanitária, nenhum dos lados garantiu a segurança dos aviões do UNWFP. A cidade de Cuíto, que contava com ajuda internacional, só tinha comida suficiente para alimentar sua população de 200 mil habitantes até o final da semana. O UNFWP teve que levar toda a ajuda para o Cuíto e o resto do Planalto Central porque militantes emboscaram caminhões. Para complicar ainda mais a situação, os buracos na faixa do aeroporto de Cuíto retardaram as entregas de ajuda. O caos geral reduziu a quantidade de petróleo disponível até o ponto em que a ONU teve que importar seu combustível de aviação.
Tropas do governo capturaram e destruíram as bases da UNITA de Epongoloco, na província de Benguela, e a de Mufumbo, em Cuanza Sul, em outubro de 2001. O governo eslovaco vendeu caças ao governo angolano em 2001, violando o Código de Conduta da União Europeia sobre Exportação de Armas.

### Morte de Savimbi
Tropas do governo mataram Jonas Savimbi em 22 de fevereiro de 2002, na província de Moxico. O vice-presidente da UNITA, António Dembo, assumiu o cargo, mas, enfraquecido pelas feridas sofridas na mesma escaramuça que matou Savimbi, morreu de diabetes dias depois; o secretário-geral Paulo Lukamba Gato se tornou o líder da UNITA. Após a morte de Savimbi, o governo chegou a uma encruzilhada sobre como proceder. Depois de indicar inicialmente que a contra-insurgência poderia continuar, o governo anunciou que interromperia todas as operações militares em 13 de março. Os comandantes militares da UNITA e do MPLA se reuniram em Cassamba e concordaram com um cessar-fogo. Carlos Morgado, porta-voz da UNITA em Portugal, disse que a ala portuguesa da UNITA estava sob a impressão de que o general Kamorteiro, o general da UNITA que concordou com o cessar-fogo, foi capturado mais de uma semana antes. Morgado disse que não tinha notícias de Angola desde a morte de Savimbi. Os comandantes militares assinaram um memorando de entendimento como adendo ao Protocolo de Lusaca em Luena em 4 de abril, com Santos e Lukambo observando.
O Conselho de Segurança das Nações Unidas aprovou a Resolução 1404 em 18 de abril, estendendo o mecanismo de monitoramento de sanções por seis meses. As resoluções 1 412 e 1 432, aprovadas em 17 de maio e 15 de agosto, respectivamente, suspenderam a proibição de viagens da ONU a funcionários da UNITA por 90 dias cada, finalmente abolindo a proibição através da Resolução 1439 em 18 de outubro. A UNAVEM III, prorrogada por mais dois meses pela Resolução 1 439, foi encerrada em 19 de dezembro.
A nova liderança da UNITA declarou o grupo rebelde um partido político e desmobilizou oficialmente suas forças armadas em agosto de 2002. No mesmo mês, o Conselho de Segurança das Nações Unidas substituiu o Escritório das Nações Unidas em Angola pela Missão das Nações Unidas em Angola, com uma presença política maior e não militar.

## Consequências

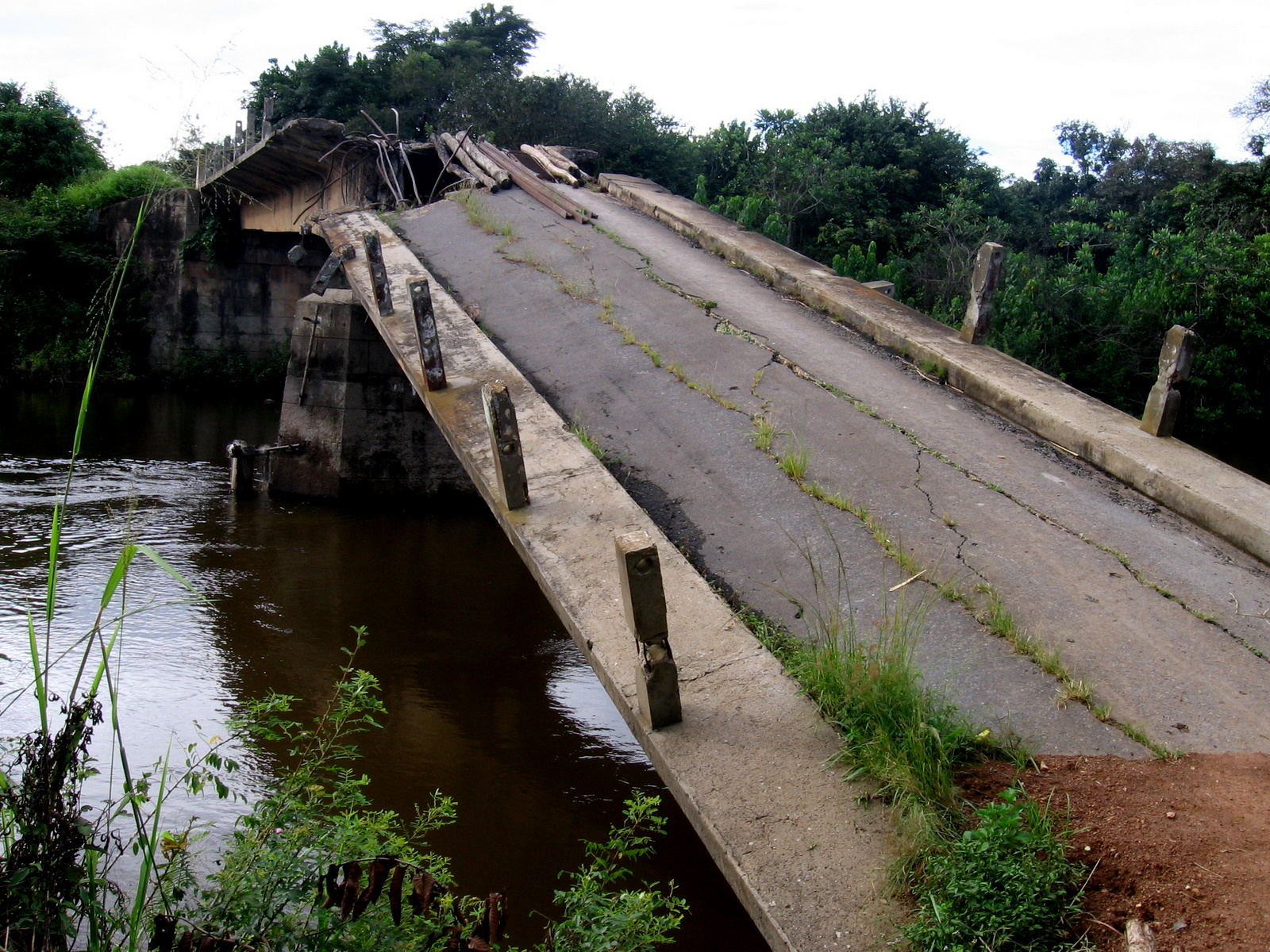
Ponte rodoviária destruída em Angola, 2009

A guerra civil gerou uma crise humanitária desastrosa em Angola, deslocando internamente 4,28 milhões de pessoas - um terço da população total do país. As Nações Unidas estimaram em 2003 que 80% dos angolanos não tinham acesso a cuidados médicos básicos, 60% não tinham acesso à água e 30% das crianças angolanas morriam antes dos cinco anos de idade, com uma expectativa de vida nacional inferior a 40 anos de idade. Mais de 100 mil crianças foram separadas de suas famílias.
Houve um êxodo das áreas rurais na maior parte do país. Atualmente, a população urbana representa pouco mais da metade da população, de acordo com o último censo. Em muitos casos, as pessoas foram para cidades fora da área tradicional de seu grupo étnico. Agora existem importantes comunidades ovimbundas em Luanda, Malanje e Lubango. Houve um grau de retorno, mas em um ritmo lento, visto que muitos jovens relutam em ir para uma vida rural que nunca conheceram. Parte da população fugiu para países vizinhos, enquanto outros foram para áreas montanhosas remotas.
Mais de 156 pessoas morreram desde 2018 de 70 acidentes com minas terrestres e outras explosões resultantes de explosivos instalados durante a guerra civil. As vítimas de minas terrestres não recebem nenhum apoio do governo.

### Esforços humanitários
O governo gastou 187 milhões de dólares reassentando as pessoas deslocadas internamente entre 4 de abril de 2002 e 2004, após o Banco Mundial dar 33 milhões de dólares para continuar o processo. O Escritório das Nações Unidas para a Coordenação de Assuntos Humanitários (OCHA) estimou que os combates em 2002 deslocaram 98 mil pessoas entre 1 de janeiro e 28 de fevereiro. Os deslocados internos representavam 75% de todas as vítimas de minas terrestres. Forças militantes colocaram aproximadamente 15 milhões de minas terrestres até 2002. O HALO Trust começou a desminar Angola em 1994 e destruiu 30 mil minas terrestres em julho de 2007. 1 100 angolanos e sete trabalhadores estrangeiros foram empregados pela HALO Trust em Angola, sendo que as operações de desminagem que terminaram em 2014.

### Crianças-soldados
A Human Rights Watch estima que a UNITA e o governo empregaram mais de 6 mil e 3 mil crianças-soldados, respectivamente, algumas impressionadas à força, durante a guerra. Além disso, analistas de direitos humanos descobriram que entre 5 mil e 8 mil meninas menores de idade foram forçadas a se casar com militantes da UNITA. Algumas meninas recebiam ordens de ir buscar comida para suprir as tropas e ficavam sem comer se não trouxessem de volta o suficiente para satisfazer seu comandante. Após as vitórias, os comandantes da UNITA eram recompensados com mulheres, que eram frequentemente abusadas sexualmente. O governo angolano e as agências da ONU identificaram 190 crianças-soldados no Exército Angolano, sendo que 70 delas foram dispensadas em novembro de 2002, mas o governo continuou a empregar conscientemente outros soldados menores de idade.

## Na cultura popular
No filme de 1984 de John Milius, Red Dawn, Bella, uma das oficiais cubanas que participa de uma invasão conjunta cubano-soviética dos Estados Unidos, teria lutado nos conflitos em Angola, El Salvador e Nicarágua.
Jack Abramoff escreveu e co-produziu o filme Red Scorpion com seu irmão Robert em 1989. No filme, Dolph Lundgren interpreta Nikolai, um agente soviético enviado para assassinar um revolucionário africano em um país fictício inspirado em Angola. O governo sul-africano financiou o filme através da International Freedom Foundation, um grupo presidido por Abramoff, como parte de seus esforços para minar a simpatia internacional pelo Congresso Nacional Africano.
O filme de 2004, O Herói, produzido por Fernando Vendrell e dirigido por Zézé Gamboa, descreve a vida de angolanos comuns após a guerra civil. O filme segue a vida de três indivíduos: Vitório, um veterano de guerra aleijado por uma mina terrestre que retorna a Luanda; Manu, um jovem rapaz procurando por seu pai soldado; e Joana, professora que orienta o garoto e inicia um caso de amor com Vitório. O Herói ganhou um prêmio em Sundance em 2005. Produção conjunta angolana, portuguesa e francesa, O Herói foi filmado inteiramente em Angola.
A Guerra Civil Angolana é destaque no jogo eletrônico de 2012 Call of Duty: Black Ops II, no qual o personagem do jogador ajuda Jonas Savimbi em uma batalha contra as forças do MPLA.